# Antoine Nompar de Caumont
Antoine Nompar de Caumont, książę de Lauzun (ur. 1632, zm. 19 listopada 1723) – francuski arystokrata, dworzanin i wojskowy. Znany głównie z miłości do „najbogatszej dziedziczki w Europie” Anny Marii Ludwiki Orleańskiej, księżnej Montpensier i kuzynki Ludwika XIV.

## Życiorys
Antoine Nompar de Caumont, książę de Lauzun był synem Gabriela, hrabiego de Lauzun i jego żony Charlotty, córki Henri-Nompar de Caumont, księcia de La Force. Dorastał z dziećmi swojego krewnego Antoine III de Gramont, marszałka Francji. Jeden z nich Armand de Gramont, hrabia Guiche, był kochankiem Henrietty Anny, księżnej Orleanu, a jego siostra Katarzyna de Gramont, została księżną Monako poprzez małżeństwo z Ludwikiem i była jedną z miłości życia Lazuna.
Caumont zaczął jako młodzieniec służbę w wojsku pod rozkazami Tureńczyka jako giermek, a w 1655 przejął po swoim ojcu dowodzenie nad cent gentilshommes de la maison de roi - strażą przyboczną króla. Był wówczas znany jako hrabia de Puyguilhem i szybko zdobył łaski króla Ludwika XIV, który mianował go pułkownikiem królewskiego pułku dragonów i marszałkiem polnym Francji. Hrabia de Puyguilhem i przyszła księżna Monako należeli do koterii młodej księżnej Orleańskiej. Pochlebstwami i prześmiewczym dowcipem zdobył sobie sympatię króla, jednak jego zazdrość i okrucieństwo w stosunku do innych królewskich faworytów i dworzan nie pozwalały mu piąć się wyżej. Dwukrotnie zapobiegł miłosnemu spotkaniu króla z księżną Monaco i to właśnie przez tę zazdrość namówił ówczesną królewską metresę Louise de La Vallière do przedstawienia królowi jego przyszłej kochanki pani de Montespan, która wkrótce skupiła na sobie całe uczucie i w sposób pośredni doprowadziła do usunięcia się de la Vallière do klasztoru. Książę de Lauzun był zdolnym intrygantem i wymógł obietnicami na królu stanowisko dowódcy artylerii; po czym rozgłosił całą sprawę i gdy usłyszał o tym wrogi mu ówczesny minister wojny Ludwika XIV Louvois zainterweniował u króla, który stojąc w obliczu utraty wspaniałego dowódcy i doradcy, nie nadał Lauzunowi obiecanego stanowiska. Kiedy książę raz za razem domagał się mianowania i król powiadomił go o swoim postanowieniu, książę oskarżył króla o złamanie słowa, przełamał na jego oczach swoją spadę i poprzysiągł nigdy więcej nie służyć królowi, który łamie raz dane słowo. W rezultacie został na krótki czas uwięziony w Bastylii, ale wkrótce został uwolniony i powrócił na dawniej zajmowane stanowiska.
W międzyczasie Anna, księżna Montpensier (znana na dworze jako La Grande Mademoiselle) zakochała się w przystojnym Lauzunie który początkowo był przerażony awansami brzydkiej księżnej, ale wkrótce doszedł do wniosku, że jej bogactwo i tytuły warte są poświęcenia z jego strony. Księżna Montpensier była jedną z najbogatszych dziedziczek w Europie i kuzynką Ludwika XIV (co samo w sobie było ogromnym zaszczytem). Wkrótce ustalono datę ślubu na 21 grudnia 1670 roku. Jednakże na wieść o planowanym związku król wysłał list do Mademoiselle zakazując jej tego małżeństwa. Markiza de Montespan nigdy nie wybaczyła reakcji Lazuna w sprawie dowództwa artylerii i teraz wspólnie z ministrem Louvois wymogła na królu aresztowanie księcia. Lauzun został przeniesiony z Bastylii do Pignerol w listopadzie 1671 roku, gdzie przebywali wysoko urodzeni i postawieni więźniowie. Właśnie w Pignerol książę miał się spotkać z innym więźniem, byłbym generalnym intendentem finansów Fouquetem, do którego celi zapuszczał się poprzez komin. Innym więźniem był Eustache Dauger, z którym nawet rozmowa była karana śmiercią (zobacz Człowiek w żelaznej masce), a który był kiedyś służącym nadintendenta Fouqueta.

Książę de Lauzun był niewysokim jasnym blondynem o zgrabnej figurze, pańskiej minie, twarzy tryskającej inteligencją, budzący szacunek. Ambitny, kapryśnego usposobienia, pełen fantazji, zazdrośnik, chciał zawsze dojść dalej niż mógł.

W swoim raporcie do przełożonych w Paryżu zarządca więzienia Bénigne Dauvergne de Saint-Mars, pisał o dziwnym zachowaniu Lazuna: książę miał zapuścić brodę, zaniedbać higienę osobistą i przestawać zmieniać ubranie. Świadczy to o niewątpliwej depresji Lazuna, który obwiniał się o to, że nie poślubił La Grande Mademosielle od razu. Miał on również podejmować próby ucieczki z więzienia poprzez przebranie się za księdza, ucieczkę przez komin, a nawet przez okno, ale za każdym razem ktoś wszczynał alarm.
W tym czasie La Grande Mademoiselle podejmowała działania w celu uwolnienia Lauzuna z więzienia. Król ostatecznie zgodził się na to w zamian za przekazanie na rzecz jego nieślubnego syna z markizą Montespan, Ludwika Augusta, księcia Maine, ogromnej części dziedzictwa kuzynki (w tym księstw Dombes i Aumale, hrabstwa Eu - tych właśnie rozległych dóbr, które po małżeństwie miały się stać własnością Lauzuna. Wkrótce księcia uwolniono, ale ten nawet po dziesięciu latach więzienia odmówił podpisania dokumentów, więc przewieziono go do położonej w Burbonii miejscowości Chalon-sur-Saône. Ponowne uwięzienie zmieniło jego zdanie - podpisał dokumenty, ale król wciąż uważał, że tak nierówne małżeństwo byłoby nieodpowiednie i postawiło by w złym świetle całą rodzinę królewską, uznano więc, że powinno zostać zawarte w sekrecie.
Poślubiony Mademoiselle czy nie, Lauzun otwarcie zalecał się do córki Nicolasa Fouqueta, którą widywał wcześniej w Pignerol. Powrócił na dwór, ale córka Fouqeta wkrótce została księżną d'Uzès.
W 1685 roku Lauzun wyruszył do Anglii w poszukiwaniu szczęścia na dworze Jakuba II, którego poznał w czasie kampanii wojennej we Flandrii, jeszcze gdy nosił tytuł księcia Yorku. Niespodziewanie zdobył wielkie wpływy na dworze angielskim tak, że to właśnie on w 1688 roku zorganizował ucieczkę królowej Marii Modeńskiej i następcy tronu do francuskiego Calais, gdzie otrzymał rozkaz Ludwika XIV nakazujący mu sprowadzić ich „pod każdym pretekstem” do Vincennes.
Dostarczywszy królową do Francji Lauzun powrócił do łask wdzięcznego Ludwika XIV i zamieszkał w pałacu w Wersalu.
Mademoiselle zmarła w 1693 roku i w dwa lata później Lauzun poślubił Geneviève Marie Durfort (1680–1740) - czternastoletnią córkę Marszałka Francji Guya Aldonce de Durfort de Lorges. Jego szwagrem był Louis de Rouvroy, książę de Saint-Simon.